# Hrvojev misal
Hrvojev misal je glagoljski iluminirani rukopis pisan za velikog vojvodu Hrvoja Vukčića Hrvatinića nakon što je on postao i hercegom splitskim, između 1403. i 1404. godine. To je najljepši i najbogatije ilustrirani glagoljski rukopis hrvatskoga srednjovjekovlja.

## Povijest
Nastao je početkom 15. stoljeća (oko 1404.) u Splitu, gdje ga je po narudžbi vojvode Hrvoja izradio svećenik glagoljaš Butko za crkvu sv. Mihovila u Splitu (o čemu svjedoči i jedna velika minijatura tog sveca), dok je minijaturist ostao nepoznat. 
Dugo se vremena nije znalo gdje se nalazio original ovog misala. Prvi je put znanstvena javnost na njega bila upozorena 1849./50. i 1854. godine, a V. Jagić, L. Thallóczy i F. Wickhoff objavili su 1891. godine kritičko izdanje. Misal je 1963. godine ponovo otkrila Mara Harisijadis u palači Topkapi Saraju, u Knjižnici turskih sultana u Istanbulu, gdje je vjerojatno dospio izravno nakon osmanskog osvajanja Balkanskog polouotoka. Druga pretpostavka je da se nalazio u čuvenoj Korviniani, knjižnici hrvatsko-ugarskog kralja Matije Korvina u Budimu, ali je ona manje vjerojatna jer se Hrvojev misal ne spominje ni u jednom inventaru knjiga te knjižnice.
Istraživanja č.s. Marije Agnezije Pantelić bila su uvod u veliki trijumf hrvatske filologije. Raskošnu iluminaciju ovoga kodeksa od 96 minijatura i preko 380 inicijala istražila je, sadržaj teksta vrlo podrobno analizirala te ga transliterirala.
Faksimilno izdanje u boji s latiničkom transliteracijom i usporedbom s još tri glagoljska misala izdano je 1973. u Zagrebu.

## Opis
Ovaj misal po rimskom obredu ima 247 pergamentnih listova veličine 306 x 225 mm, s 380 inicijala s 94 minijatura i notnim zapisom. Iluminacije upućuju na to da je izrađen na području gdje su se uspješno ispreplitali utjecaji bizantske i rimske umjetnosti. Kalendar koji se u njemu nalazi ukrašen je alegorijama mjeseci i prikazom svakodnevnih aktivnosti. Inicijali u rukopisu iscrtani su s lisnatim viticama, glavama apostola i Isusa. Osnovne su boje svih slika crvena, zelena i plava, s pozlatom na nekim mjestima. Najpoznatija minijatura iz misala jest ona samog vojvode Hrvoja na bijelom konju, u maniru tadašnjih vitezova. Pored ove iluminacije značajna je i predstava hercegovog grba. 
Nekad je bio uvezan u dragocjene korice (vjerojatno od zlata), ali je od 19. stoljeća u jednostavnom kožnom uvezu.

## Vanjske poveznice
- Digitalizirani Missale glagoliticum Hervoiae ducis Spalatensis = Misal Hrvoja Vukčića Hrvatinića = Hrvojev misal, izvornik pohranjen u Istanbulu (knjižnica Topkapi Saraja).
- Pisani glagoljski spomenici - T-Portal Webograd Posjećeno 27. veljače 2011.
- Hrvojev misal na stranicama "Illuminated manuscripts". Posjećeno 27. veljače 2011. (engl.)

|  | Portal Hrvatske – Pristup člancima s tematikom o Hrvatskoj. |